# Juan Pablo Pino
Juan Pablo Pino Puello (ur. 30 marca 1987 w Cartagena de Indias) – piłkarz kolumbijski grający na pozycji napastnika w Independiente Medellín. Od 2016 jest zawodnikiem Universitario de Deportes.

## Kariera klubowa
Pino jest wychowankiem klubu Independiente Medellin. Do kadry pierwszego zespołu został włączony jeszcze w 2004 roku i w lidze kolumbijskiej zadebiutował w wieku 17 lat. Miał więc niewielki udział w zdobyciu przez klub mistrzostwa Kolumbii. W 2005 grał już dużo częściej i w lidze rozegrał 20 meczów oraz zdobył 2 gole (z Ameriką Cali oraz z Realem Cartagena), a z Independiente dotarł do fazy Cuadrangulares, w której klub z Medellin zajął 2. miejsce w grupie B. W 2006 roku sytuacja się powtórzyła i Independiente znów zajęło 2. miejsce w grupie B fazy Cuadrangulares. Rozegrał wówczas 19 meczów, w których zdobył 2 gole.
Zimą 2007 utalentowanym Pino zainteresowały się kluby europejskie. Ostatecznie za 3 miliony euro trafił do klubu francuskiej Ligue 1, AS Monaco, z którym podpisał 4-letni kontrakt. W lidze zadebiutował 10 lutego w przegranym 2:4 wyjazdowym meczu z Paris Saint-Germain. W przerwie sezonu 2007/2008 został wypożyczony do Sportingu Charleroi, dla którego rozegrał cztery mecze w Eerste Klasse.
W 2010 roku Pino przeszedł do tureckiego Galatasaray SK. Zadebiutował w nim 13 września 2010 w wygranym 1:0 domowym meczu z Gaziantepsporem.
W 2011 r. został wypożyczony do Saudyjskiego Al-Nassr, a rok później kupiony przez Mersin İdman Yurdu. Od 2013 roku gracz Olympiakosu Pireus.
6 sierpnia 2014 roku podpisał kontrakt z pierwszoligowym SC Bastia. W 2016 przeszedł do Universitario de Deportes.
| Sezon   | Klub                   | Kraj             | Rozgrywki          | Mecze | Bramki | Rozgrywki Europy | Mecze | Bramki |
| ------- | ---------------------- | ---------------- | ------------------ | ----- | ------ | ---------------- | ----- | ------ |
| 2004    | Independiente Medellin | Kolumbia         | Copa Mustang       | 1     | 0      | –                | –     | –      |
| 2005    | Independiente Medellin | Kolumbia         | Copa Mustang       | 20    | 2      | –                | –     | –      |
| 2006    | Independiente Medellin | Kolumbia         | Copa Mustang       | 19    | 2      | –                | –     | –      |
| 2006/07 | AS Monaco              | Francja          | Ligue 1            | 6     | 0      | –                | –     | –      |
| 2007/08 | AS Monaco              | Francja          | Ligue 1            | 16    | 0      | –                | –     | –      |
| 2007/08 | Sporting Charleroi     | Belgia           | Eerste Klasse      | 4     | 0      | –                | –     | –      |
| 2008/09 | AS Monaco              | Francja          | Ligue 1            | 23    | 6      | –                | –     | –      |
| 2009/10 | AS Monaco              | Francja          | Ligue 1            | 14    | 0      | –                | –     | –      |
| 2010/11 | Galatasaray SK         | Turcja           | Süper Lig          | 19    | 3      | Liga Europy UEFA | 2     | 0      |
| 2011/12 | Al-Nassr               | Arabia Saudyjska | I liga saudyjska   | 14    | 5      | –                | –     | –      |
| 2012/13 | Olympiakos SFP         | Grecja           | Superleague Ellada | 3     | 0      | –                | –     | –      |
| 2013    | Independiente Medellin | Kolumbia         | Copa Mustang       | 8     | 0      | –                | –     | –      |
| 2014/15 | SC Bastia              | Francja          | Ligue 1            | 4     | 0      | –                | –     | –      |

Stan na: 9 października 2014 r.

## Kariera reprezentacyjna
W styczniu 2007 roku Pino był w kadrze młodzieżowej reprezentacji Kolumbii U-20 na Młodzieżowe Mistrzostwa Ameryki Południowej. Kolumbia zajęła ostatnie miejsce, a Pino zdobył między innymi gola w przegranym 2:3 meczu z Paragwajem. W dorosłej reprezentacji zadebiutował w 2008 roku.